# Frații Karamazov (film din 1958)
Frații Karamazov (titlu original: The Brothers Karamazov) este un film american, produs în anul 1958 sub regia lui Richard Brooks. Filmul este transpunerea pe ecran a romanului omonim al lui Feodor Dostoievski. A intrat în concurs la Festivalul de la Cannes din 1958.

## Acțiune
În film sunt prezentați ce trei frați din familia Karamasov: Alexei, novice urmând să devină călugăr, Dimitri, soldat și Ivan un tip intelectual idealist, care dezaprobă comportarea obscenă al tatălui lor, Fiodor Karamasov.
Smerdiakov este probabil un frate de-al lor, care este disprețuit și trebuie să slujească pe Fiodor, tatăl lui. Dimitri ajunge din cauza moștenirii și a amantei comune Grușenka, să aibă o ceartă cu tatăl lor. La scurt timp Fiodor este omorât, bănuiala cade pe Dimitri, care după proces va fi deportat în Siberia. Între timp Ivan, reușește să găsească adevăratul asasin, pe Smerdiakov, care se sinucide, iar Dimitri va fi ajutat de Ivan să fugă din închisoare.

## Distribuție
- Yul Brynner ca Dmitri Karamazov
- Maria Schell ca Grushenka
- Claire Bloom ca Katya
- Lee J. Cobb ca Fyodor Karamazov
- Albert Salmi ca Smerdyakov
- William Shatner ca Alexey Karamazov
- Richard Basehart ca Ivan Karamazov